# Венетська теорія
Венетська теорія (словен. Venetska teorija) — широко поширена автохтонна теорія походження словенців, яка заперечує слов'янське заселення Східних Альп в VI столітті, а також стверджує, що прото-словенці (також відомі як венети) населяли згаданий регіон з давніх часів. Хоча ця теорія була відхилена деякими вченими-опонентами, вона стала впливовою і надавала альтернативне пояснення словенського етногенезу. У 1980-і роки і 1990-і роки, вона отримала велику увагу в Словенії та колишній Югославії.

## Походження
Теорія була розвинена в середині 1980-х роки групою словенських дослідників, серед котрих відомі академік Матей Бор, доктор наук Йожко Шавлі та Іван Томажич. У книзі, виданій в 1984 році вони запропонували науці альтернативну історію, етногенез словенців: вони відкинули тезу про походження словенців від слов'ян, які оселилися були у цім краї в VI столітті н. е., до того ж ствердили, що предки сучасних словенців були насправді народом, що існував до Стародавнього Риму, котрі називалися як венеди (які включають адріатичних венетів, балтійських венетів, паннонських венетів, поморських венетів та деякі інші народи, які традиційна історіографія ідентифікувала як кельтів, або як іллірійців). Згідно з цією венетською теорією, стародавні венети говорили протоослов'янською мовою, з якої виникла сучасна словенська мова й західнослов'янські мови.
Попередньо існувало кілька аналогічних венетських теорій. Історик й етимолог Даворін Трстеняк (словен. Davorin Trstenjak, *1817-†1890 рр.) стверджував, що словенці були древніми корінними жителями Словенії, і що слов'яни правили Європою, Африкою та Азією в давнину. Лінгвіст Хенрік Тума (словен. Henrik Tuma, *1858-†1935 рр.) стверджував, що словенці були першими людьми, які оселилися в Європі. А письменник й журналіст Франц Єза (словен. Franc Jeza, *1916-†1984 рр.) заявив, що словенці мають шведське походження.

## Передумови
Венетська теорія базується на кількох різних аргументах. Одним з них є традиційне німецьке найменування кількох слов'янських народів, таких як «венди», погляд німців на слов'ян (див. «Норманська теорія»). Ця традиція збереглася в архаїчній німецькій назві сорбів-серболужичан (нім. Wenden) і словенців (нім. Windischen або нім. Winden). Деякі середньовічні літописці прирівнюють стародавніх венетів до слов'ян.
Другим аргументом, на якому заснована зазначена теорія, є припущення, що зустрічаються слов'янські (прото-словенські) топоніми досліджені науковцями в усій Центральній Європі та Північній Італії.
Третій аргумент заснований був на древньому венетському написі, знайденому на північному сході Італії та в словенському районі Littoral, яку лінгвіст Матей Бор інтерпретував як слов'янський напис.

## Сприйняття
Венетська теорія викликала суперечки у словенській та югославській громадськості наприкінці 1980 років. Кілька найвідоміших словенських істориків, такі як Бого Графенауранд (словен. Bogo Grafenauerand), Петер Штіх (словен. Peter Štih) виступили у полеміці з творцями цієї теорії. З іншого боку, багато видатних громадських діячів публічно підтримали Венетську теорію, серед них Оскар Когой (словен. Oskar Kogoj), Зорко Сімчич (словен. Zorko Simčič) і Луціян Вуга (словен. Lucijan Vuga), і Змаго Єлінчич Племеніті (словен. Zmago Jelinčič Plemeniti).
У 1990-х роках теорія отримала інституційну підтримку Світового Словенського Конгресу у вигляді публікації великої частини літератури, що захищає цю теорію, і в організації міжнародних симпозіумів. Ця теорія також отримала підтримку в деяких націоналістичних колах. Однак, згадана теорія не має широкої підтримки в Словенії й була відхилена панівною історіографією.
Академік Російської академії наук Чудінов Валерій Олексійович ствердив, що за Закарпатською теорією, словенці в Словенію прибули в VI столітті н. е. з Прип'ятських боліт (Прип'ятське Полісся). А вважаючи «український світ» частиною «російського світу», він також вважає щодо Венетської теорії, що «всі слов'янські народи, включаючи словенців, були спадкоємцями російської мови і російської писемності». Що через ідеологічні та політичні причини югославської версії панславізму та за узгодженням з німецьким поглядом на історію слов'ян (див. «Норманська теорія»), місцеве керівництво створило такі умови й рамки історичних та лінгвістичних наук, в яких було складно науково досліджувати етногенез, публікувати і пропагувати автохтонне походження та самостійну ранню історію словенської нації, у дусі теорії безперервності професорів Маріо і Марка Отте. Результати сьогоднішніх досліджень сучасної популяційної генетики та генеалогії в сучасній лінгвістиці в значній мірі підтверджують тезу Івана Томажича про час і місце формування етнічних коренів словенців. Це — Лужицька культура похоронних урн. Так, відомий австрійський археолог і лінгвіст професор Пітер Анрайтер зазначає, що в залізну добу, і навіть раніше, всі Східні Альпи були населені єдиною культурою індоєвропейських народів, розділених на різні племена, серед яких були і кельти. На відміну від багатьох інших венетологів панівної історіографії, зазначений прихильник Венетської теорії Іван Томажич успішно читав венетські написи.